# Stipanac
Stipanac je otok u Prokljanskom jezeru, u Hrvatskoj.
Na otoku se nalaze ostaci antičke crkve sv. Stipana građene od obrađenog kamena. Dio onoga što je ostalo, gotovo je uništeno tijekom Domovinskog rata kad je protupožarni zrakoplov Canadair ispustio masu vode koju je nosio u sebi. 

## Vanjske poveznice
- Wikimapia.org: Stipanac